# Cantó de Saramon
Saramon és un cantó del departament francès del Gers amb les següents comunes:
- Aurimont
- Bedeishan
- Bonlau
- Castèthnau Barbarens
- Faget Abadiau
- La Maguèra
- L'Artiga
- Montcornelh e Grasan
- Montferran e Plavés
- Poilobrin
- Sent Martin Gimoés
- Saramon
- Semesias e Caishan
- Taishoèras
- Tirent e Pontejac
- Traversèras

## Història
| Data d'elecció                           | Identitat            | Partit        | Qualitat |
| ---------------------------------------- | -------------------- | ------------- | -------- |
| 1985-2004                                | Jean-François Tolsau | RPR           |          |
| 2004-                                    | Jean-Pierre Salers   | Divers gauche |          |
| les dades anteriors no són pas conegudes |                      |               |          |
|                                          |                      |               |          |

## Demografia
| 1962  | 1968  | 1975  | 1982  | 1990  | 1999  | 2006  |
| ----- | ----- | ----- | ----- | ----- | ----- | ----- |
| 2.706 | 3.089 | 2.730 | 2.737 | 2.571 | 2.621 | 2.852 |